# نونگسوم-فولبه

نونگسوم-فولبه شهری در شهرستان کونگوسی در استان بام در بورکینافاسوی شمالی است و جمعیت آن ۱۸۷ نفر است.